# 海事沿岸警備庁
海事沿岸警備庁（かいじえんがんけいびちょう、英: Maritime and Coastguard Agency, MCA）は、海上交通安全及び海難救助、海洋環境保護等を所管するイギリスの行政機関である。傘下にHM沿岸警備隊を有し、沿岸警備隊を通じて、海岸部及び海上における捜索救難活動(SAR) を調整し、国内および各国の船舶に対し安全規則の実施を求め、海洋の水質汚染の防止も目的としている。
MCAは「外から見ると」3つの部門がある―
SARの整備とHM沿岸警備隊を利用しての予防措置、
港と海軍事務所のネットワークによる艦船の旗のコントロール、
国際海事機関 (IMO) を通して艦船の国際的な基準と政策の展開
である。
MCAは現在、イギリスの沿岸の船の運航を追跡観測できる、船舶自動識別装置 (Automatic Identification System, AIS) の構築を行っている。
組織の標語は、「生命の安全、船の安全、きれいな海」("Safer Lives, Safer Ships, Cleaner Seas")である。